# Wet van Yerkes-Dodson

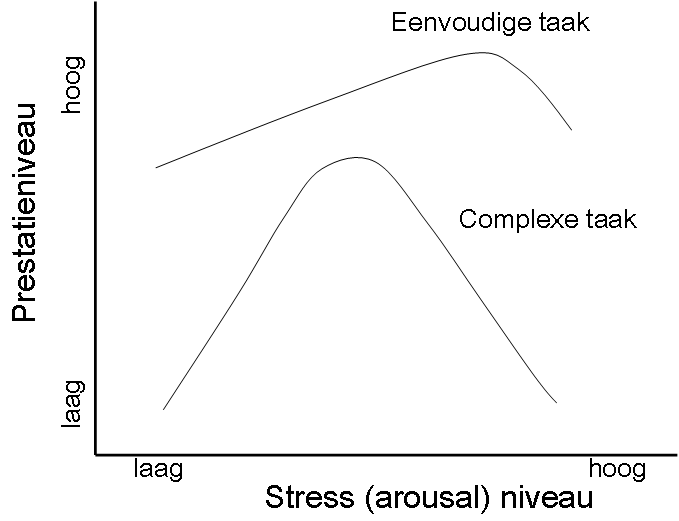
De wet van Yerkes-Dodson voor een eenvoudige en voor een complexe taak, in een grafiek

De wet van Yerkes-Dodson legt een empirische relatie tussen stressniveau en prestatie: ze geeft het optimaal stressniveau aan waarbij een persoon een maximale prestatie levert. Omdat de relatie in een grafiek de vorm heeft van een omgekeerde-U, spreekt men soms ook wel van het omgekeerde-U-model. 
De term stressniveau is hier synoniem met arousalniveau (of niveau van fysiologische opwinding). Prestatie kan betrekking hebben op allerlei taken zoals een cognitieve taak (nadenken, een probleem oplossen), een sportprestatie of taken als autorijden, besturen van een vliegtuig en dergelijke.

## Geschiedenis
De wet van Yerkes-Dodson is vernoemd naar de psychologen Robert M. Yerkes en
John D. Dodson die ratten twee doolhofproeven lieten oplossen waarvan de een moeilijker was dan de andere. De stressor was in dit geval een elektrische schok: een lichte schok betekende weinig stress of arousal, een sterkere schok veel stress of arousal.

## Optimaal arousalniveau
Er blijkt volgens deze wet een optimaal stressniveau te zijn dat een maximale prestatie geeft. Is er geen of te weinig stress dan is het prestatieniveau laag. Is het stress- of arousalniveau daarentegen te hoog dan 'klapt' de grafiek om en vermindert de prestatie. Het optimaal stressniveau is bij meer complexe of moeilijke taken iets lager (op de grafiek meer naar links verschoven) vergeleken met eenvoudige taken. Dit betekent dat het omslagpunt bij moeilijke taken eerder (dus; bij lagere stress- of arousalniveaus) optreedt dan bij eenvoudige taken (zie figuur).

## Invloeden
In de wet van Yerkes-Dodson is het stressniveau min of meer gelijkgesteld aan het arousal- of opwindingsniveau. Factoren die het arousalniveau kunnen verhogen zijn bijvoorbeeld angst, een sterke drang tot presteren, bepaalde farmaca zoals cafeïne en omgevingslawaai. Voorbeelden van factoren die het kunnen verlagen zijn barbituraten, weinig drang tot presteren en slaapgebrek. Onderzoek heeft ook laten zien dat deze invloeden elkaar kunnen versterken, of verzwakken. Zo kan bijvoorbeeld gebruik van cafeïne (arousaltoename) het negatieve effect van gebrek aan slaap (arousalafname) compenseren. Ook zouden persoonlijkheidsfactoren, zoals introversie of extraversie van invloed kunnen zijn op de grafiek. Volgens Hans Eysenck zijn namelijk introverten qua hersenfuncties meer geactiveerd dan extraverten. Dit zou zijns inziens kunnen verklaren waarom introverte mensen onder stress slechter presteren dan extraverte personen: zij zitten immers al dichter tegen het optimale niveau (of omslagpunt van de grafiek) aan. De extraverte persoon zal daarentegen door zijn 'onderarousal' juist baat hebben bij stress.

## Oorzaken prestatieverslechtering
Over mogelijke oorzaken van prestatieverslechtering bij te veel stress of arousal (het rechterdeel van de grafiek) bestaan in de wetenschap verschillende meningen. Eén mogelijkheid is dat bij veel stress een soort mentale blikvernauwing optreedt, waarbij de waarneming te veel gefocust is, op wat men veronderstelt dat de hoofdzaak is. Een andere mogelijkheid is dat bij een te hoge arousal vooral de snelheid van de prestatie toeneemt, ten koste van de nauwkeurigheid. Deze twee factoren kunnen vooral bij complexe taken een nadeel zijn. Ook is het mogelijk dat condities die zorgen voor een verhoogd arousalniveau gepaard gaan met factoren van emotionele of cognitieve aard, zoals bezorgdheid, afleiding door eigen gedachten, faalangst en dergelijke die een optimale concentratie op de taak tegengaan.
Ondanks de bezwaren die kleven aan het eenvoudige omgekeerde-U model is het toch een bruikbaar verklaringsmodel gebleken voor sommige verschijnselen op het gebied van leer-theorieën, opwinding, aandacht, stress, emotie en motivatie.